# Stazione di Gera Centrale
La stazione di Gera Centrale (in tedesco Gera Hbf) è la principale stazione ferroviaria della città tedesca di Gera.